# Mumbai Indians
A Mumbai Indians (maráthi nyelven: मुंबई इंडियन्स, a név jelentése: mumbai indiaiak) a legnagyobb indiai Húsz20-as krikettbajnokság, az Indian Premier League egyik résztvevő csapata. Otthona Mahárástra állam fővárosa, Mumbai, hazai pályája a Vánkhede Stadion. Logójuk egy nagy, kék Mumbai Indians feliratot, afölött pedig egy narancs színű, kék körvonalakkal rendelkező szudarsana csakrát ábrázol, mellette egy-egy narancs és zöld csíkkal, amelyek India nemzeti zászlajára utalnak.

## Története
A Mumbai Indians, amely a 2010-es évek legsikeresebb csapata volt, már alapításakor is rekordot döntött: 2008-ban ugyanis, amikor árverésre bocsátották az induló IPL bajnokság 8 klubját, a Mumbaiért fizették összességében a legtöbb pénzt, méghozzá 4,87 milliárd rúpiát. Ennyi pénzért került tehát a csapat az Ambáni család tulajdonába.
Nagy népszerűségüket nem csak eredményességüknek köszönhetik, hanem annak, hogy már az első években olyan világsztárok játszottak itt, mint például Szacsin Tendulkar vagy Szanat Dzsajaszúrija. De az első két évben így sem sikerült még csak az elődöntőbe sem jutni, utána viszont egy 2. és egy 3. helyet is elértek. Ekkoriban erősítették meg a keretüket Rohit Sarmával, Zahír Khánnal és Kieron Pollarddal. 2011-ben Laszit Málinga, a gyors dobó szerezte meg a bajnokság végén a lila sapkát, azaz azt a díjat, amely a legtöbb kaput szerző dobónak jár, a Húsz20-as bajnokok ligájában pedig, ahol a Mumbai győzedelmeskedett, ő kapta a torna legjobb játékosának járó elismerést is.
2013-tól Rohit Sarma lett a kapitány, és bemutatkozott a csapatban a hamarosan szintén világhírűvé váló Dzsaszprít Bumráh is. Ebben az évben, amely egyébként Tendulkar IPL-pályafutásának végét is jelentette, minden hazai meccsüket megnyerték, a végén pedig megszerezték első bajnoki címüket is. Innentől kezdve pedig sokáig szinte minden második évben meg tudták ismételni ez utóbbi sikerüket, így a 2020-as évtized elejére már az Indians volt a legtöbb aranyéremmel rendelkező IPL-csapat.

## Eredményei az IPL-ben
| Év   | Alapszakasz-helyezés | Eredmény a rájátszásban |
| ---- | -------------------- | ----------------------- |
| 2008 | 5. hely              |                         |
| 2009 | 7. hely              |                         |
| 2010 | 1. hely              | 2. hely                 |
| 2011 | 3. hely              | 3. hely                 |
| 2012 | 3. hely              |                         |
| 2013 | 2. hely              | Bajnok                  |
| 2014 | 4. hely              |                         |
| 2015 | 4. hely              | Bajnok                  |
| 2016 | 5. hely              |                         |
| 2017 | 1. hely              | Bajnok                  |
| 2018 | 5. hely              |                         |
| 2019 | 1. hely              | Bajnok                  |
| 2020 | 1. hely              | Bajnok                  |
| 2021 | 5. hely              |                         |
| 2022 | 10. hely             |                         |
| 2023 | 4. hely              | 3. hely                 |
| 2024 | 10. hely             |                         |
| 2025 | 4. hely              | 3. hely                 |